# Linga Holm
Linga Holm, auch bekannt als Midgarth oder Holm of Midgarth, ist eine kleine, unbewohnte Insel 700 m vor der Westküste von Stronsay (Orkney, Vereinigtes Königreich). Sie misst ca. 57 Hektar. Der Name Linga Holm stammt von dem Altnordischen Lyngholm.
Wie auf anderen Inseln der Orkney finden sich hier archäologische Hinterlassenschaften. Auf flachem Boden besteht ein riesiges Durcheinander von stehenden und gefallenen Platten. Einige stehen 0,5 m hoch, und bilden einen Komplex von miteinander verbundenen Kammern. Er ist etwa 19 m breit und hat offenbar einen engen Eingang am direkt am Meer gelegenen Südende. Die Anlage ähnelt der Struktur auf Auskerry und ist sogar besser erhalten und wahrscheinlich ein piktisches Haus. 1841 wurden auf der Insel noch sechs Einwohner gezählt.
Linga Holm ist heute insgesamt Schutzgebiet nach kommunalem Satzungsrecht des Orkney Islands Council und dient ausschließlich als Reservat für eine wildlebende Ersatzherde der North-Ronaldsay-Schafe, die wegen der ungünstigeren Bedingungen auf ihrer Heimatinsel vom Aussterben bedroht sind. Man hält die Insel für das drittgrößte Brutgebiet der Kegelrobbe und sie dient als wichtiges Nistgebiet der Graugänse.
Für die Insel besteht ganzjährig ein Betretungsverbot.